# 토마스와 친구들: 소도어컵 레이스
《토마스와 친구들: 소도어컵 레이스》(영어: Thomas & Friends: Race for the Sodor Cup)는 2021년 캐나다의 애니메이션 영화이다.

## 등장 캐릭터

### 증기 기관차

#### 토마스
- 영국 다시마 - 아론 바라시
- 미국 다시마 - 메이샤 콘트렐러스
- 일본 다시마 - 타나카 미나미

본작의 주인공의 푸른 탱크 기관차.